# Polygala hieronymi
Polygala hieronymi là một loài thực vật có hoa trong họ Polygalaceae. Loài này được Chodat miêu tả khoa học đầu tiên.